# Montefino
Montefino ist eine Gemeinde mit 929 Einwohnern und liegt in der Nähe von Castiglione Messer Raimondo und Castilenti in der italienischen Provinz Teramo. Die Ortschaft ist Mitglied der Comunità Montana del Vomano, Fino e Piomba.

## Geografie
Zu den Ortsteilen (Fraktionen) zählen Bozza, Brecciata, Crocetta Santa Maria, Floriano, Manzitti, Marciano und Muraglie.
Die Nachbargemeinden sind: Atri, Castiglione Messer Raimondo, Castilenti und Cellino Attanasio.
Die Gemeinde liegt rund 36 km vom Hauptort der Provinz, der Stadt Teramo und 27 km von der Adriaküste entfernt.

## Geschichte
Die Ursprünge der Gemeinde reichen bis in vorrömische Zeiten. Durch die Sabiner wurde eine befestigte Kolonie errichtet. Die Ortschaft wurde im Jahr 1150 erstmals schriftlich erwähnt. Im Mittelalter wurden in der Gegend eine Burg und mehrere Befestigungsanlagen errichtet.

## Bevölkerungsentwicklung
| Jahr      | 1861 | 1881 | 1901 | 1921 | 1936 | 1951 | 1971 | 1991 | 2001 |
| Einwohner | 1539 | 1626 | 1725 | 1929 | 2194 | 2399 | 1513 | 1259 | 1184 |

Quelle: ISTAT